# イヌコリヤナギ
イヌコリヤナギ（犬行李柳、学名: Salix integra）は、ヤナギ科ヤナギ属の落葉低木。水辺などに生える。栽培品種であるハクロニシキ（白露錦、学名：S. integra 'Hakuro Nisiki'）がよく栽培されている。

## 特徴
北海道〜九州、朝鮮に分布する落葉低木。樹高は1.5メートル (m) ほどで、幹径は10センチメートル (cm) ほどになる。一年枝は真っ直ぐに伸びて、小枝は折れにくい。樹皮は暗灰色で滑らかだが、老木になると縦に裂ける。一年枝は黄褐色で無毛である。花期は3 - 4月。雌雄異株。種子は白い毛が生えている。冬芽は小さく、卵形で無毛、1枚の芽鱗が帽子状に被っている。枝先に仮頂芽を2個つけ、側芽は枝に対生するが、ずれたり互生することもある。葉痕はV字形で維管束痕が3個つく。
名前の由来は、コウリヤナギ（コリヤナギともいう）に似ているが、役に立たないという意味から。中国名は、杞柳。